# Ruslan Pateev
Ruslan Pateev (en russe : Руслан Михайлович Патеев), né le 25 avril 1990, à Moscou, en Russie, est un joueur russe de basket-ball. Il évolue au poste de pivot.

## Biographie
En août 2017, Pateev signe un nouveau contrat de deux ans avec le BC Khimki Moscou.

## Palmarès
- Eurocoupe 2015